# لأنسي سانت جين (كيبك)
لأنسي سانت جين (بالإنجليزية: L'Anse-Saint-Jean, Quebec)‏ هي بلدية محلية في كيبيك تقع في كندا في Le Fjord-du-Saguenay. يقدر عدد سكانها بـ 1,208 نسمة ومساحتها 530.20 كم2 .